# Roman Hontjoek
Roman Volodymyrovytsj Hontjoek (Oekraïens: Роман Володимирович Гонтюк) (Nadvirna, 2 februari 1984) is een Oekraïens judoka, die zijn vaderland driemaal op rij vertegenwoordigde bij de Olympische Spelen: in 2004 (Athene), 2008 (Peking) en 2012 (Londen). Hij won een bronzen en een zilveren olympische medaille in de klasse tot 81 kilogram. In Londen (2012) droeg hij de vlag van zijn vaderland tijdens de openingsceremonie. Daar kwam hij uit in de klasse tot 90 kilogram en werd hij in de eerste ronde uitgeschakeld door de Braziliaan Tiago Camilo.

## Erelijst

### Olympische Spelen
- 2004 Athene, Griekenland (– 81 kg)
- 2008 Peking, China (– 81 kg)

### Wereldkampioenschappen
- 2005 Caïro, Egypte (– 81 kg)